# پتروپرو

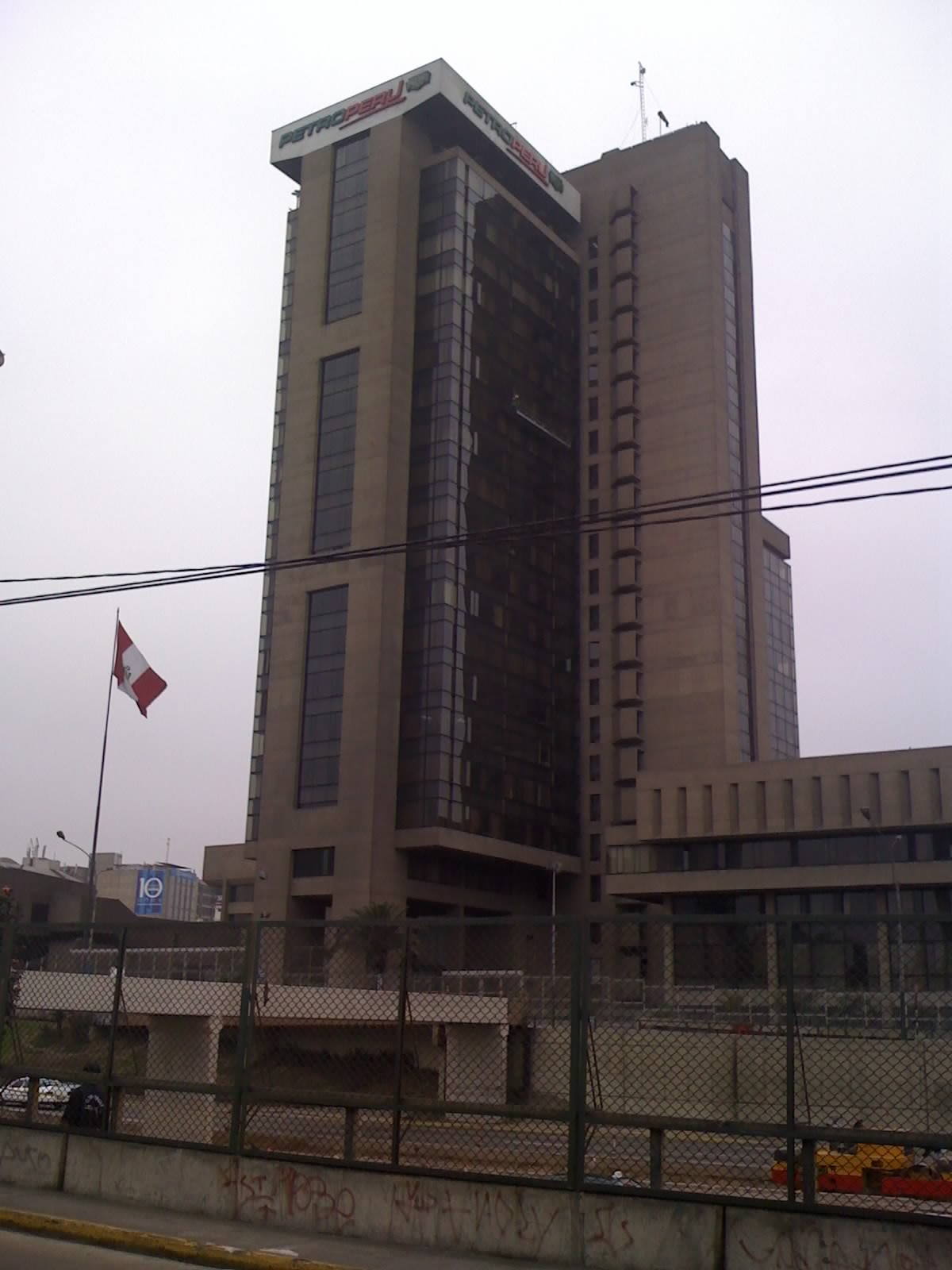
ساختمان مرکزی شرکت پتروپرو

پتروپرو (به اسپانیایی: Petroperú) شرکت ملی نفت و گاز پرو است، که در زمینه بازاریابی، فروش، پالایش و انتقال نفت خام و گاز طبیعی فعالیت می‌کند و تمرکز اصلی آن در بخش پایین‌دستی صنعت نفت معطوف می‌باشد.
شرکت پتروپرو در سال ۱۹۶۹ توسط رییس‌جمهور وقت پرو؛ خوان ولاسکو در پی ملی‌سازی شرکت نفت پرو که از زیرمجموعه‌های شرکت اسو به‌شمار می‌آمد، سپس تصاحب کلیه دارایی‌های نفت و گاز کشور پرو راه‌اندازی شد.
دفتر مرکزی این شرکت در شهر لیما، پرو قرار دارد. پتروپرو هم‌اکنون مالک ۵ پالایشگاه نفت در پرو می‌باشد.